# Список екорегіонів Мадагаскару
 Екорегіони Мадагаскару, визначені  Всесвітнім фондом дикої природи (ВФД), включають сім наземних, п'ять прісноводних і два морських екорегіони. Різні природні місця проживання Мадагаскару містять багату фауну і флору з високим рівнем ендемізму, але більшість екорегіонов страждають від втрати місць існування.

## Огляд
Мадагаскар відноситься до  Афротропічного царства. Зі своїми сусідніми островами в  Індійському океані, він був класифікований  ботаніком  Арменом Тахтаджяном як Мадагаскарський регіон, а в  фітогеографії це флористичний  фітохоріон Мадагаскарське підцарство в  палеотропічному царстві.
Мадагаскар має дуже контрастний рельєф, клімат і геологію. Гірський хребет на сході, піднімається до 2,876 м (9436 футів) у найвищій точці, перехоплює більшість опадів, викликаних пасатами з Індійського океану. Отже, східний пояс живить більшу частину вологих лісів, в той час як на заході, кількість опадів зменшується. Області  дощової тіні на південному заході мають  суб-аридний клімат. Температура найбільш висока на західному узбережжі, з річними значеннями до 30 °C (86 °F), а високі масиви мають прохолодний клімат з річним середнім значенням 5 °C (41 °F).
В геології представлені, переважно  магматичні і  метаморфічні гірські породи, з деякою кількістю  лави і  кварциту на центральному та східному плато, в той час як західна частина має пояса піщанику, вапняку (в тому числі утворень карсту), і неконсолідованого піску.

## Наземні екорегіони
по  основних типах середовищ існування 
| Екорегіон                                                             | Біом                                                                                        | код WWF | Карта | Зображення |
| --------------------------------------------------------------------- | ------------------------------------------------------------------------------------------- | ------- | ----- | ---------- |
| Мадагаскарські вологі ліси або Мадагаскарські низинні ліси            | Тропічні та субтропічні вологі широколисті ліси: особливо сезонний (мусонний) тропічний ліс | AT0117  |       |            |
| Мадагаскарські помірно вологі ліси або Мадагаскарські субгумідні ліси | Тропічні та субтропічні вологі широколисті ліси                                             | AT0118  |       |            |
| Мадагаскарські сухі листяні ліси                                      | Тропічні та субтропічні сухі широколистяні ліси                                             | AT0202  |       |            |
| Мадагаскарські вересові хащі                                          | Гірські чагарники                                                                           | AT1011  |       |            |
| Мадагаскарські колючі хащі або Мадагаскарські колючі ліси             | Пустелі і посухостійкі чагарники                                                            | AT1311  |       |            |
| Мадагаскарські сукулентні рідколісся                                  | Пустелі і посухостійкі чагарники                                                            | AT1312  |       |            |
| Мадагаскарські мангри                                                 | Мангри                                                                                      | AT1404  |       |            |

## Прісноводні екорегіони
по біорегіону
- Східна низовина
- Східне нагір'я
- Північно-західні басейни
- Південні басейни
- Західні басейни

## Морські екорегіони
- Південно-східний Мадагаскар
- Західний і Північний Мадагаскар